# Galne Gunnar
Galne Gunnar var en lågpriskedja ägd av Hennes & Mauritz, som sålde småsaker, kläder och konserver. Den första butiken öppnades den 20 oktober 1988 i Arninge norr om Stockholm. Antalet butiker kulminerade i 17-18 stycken, men till slut lades de 14 sista butikerna ned år 2000 . En av anledningarna som angavs vid nedläggningen var att butikerna försvann i det mycket större antalet H&M-butiker .
Inköparna på H&M kom ofta över partier av billiga varor, som inte stämde med det koncept Hennes & Mauritz butiker hade. Företagets media- och reklamansvarige Lars-Johan Jarnheimer skapade då Galne Gunnar. Förebilden var den amerikanska elektronikkedjan Crazy Eddie, som gick i konkurs 1989.
Den fryntlige mustaschprydde figuren "Galne Gunnar" spelades fram till 1993 av fotomodellen Krister "Snajdan" Strååt.